# Megaelosia massarti
Megaelosia massarti és una espècie de granota que viu al Brasil.